# 特殊清掃
特殊清掃業（とくしゅせいそうぎょう）とは、清掃業の一形態である。一般には、Crime Scene Cleaners（事件現場清掃業）等とも呼ばれる清掃を指すことが多く、事件、事故、自殺等の変死現場や独居死、孤立死、孤独死により遺体の発見が遅れ、遺体の腐敗や腐乱によりダメージを受けた室内の原状回復や原状復旧業務を指す。

## 概要
- 主に独居死、孤立死、孤独死などの変死体があった屋内外の汚染除去、血液除去、腐乱・腐敗した体液（腐敗液）、肉片の除去、死臭や腐乱臭の消臭、感染症予防のための消毒、ハエやウジなどの衛生害虫の害虫駆除、残置物処理、室内解体工事、原状回復工事などの原状回復や原状復旧をトータルにサポートするサービスの総称である。
- 昨今、遺品整理業者と混同される傾向にあるが、提供するサービス、専門性、知識、スキル等が異なり、全く異質の業種である。
- 特殊清掃サービスを提供する会社や従事者には、その専門性から高度な専門知識が要求されるため、臭気判定士、医療環境管理士、防除作業監督者、1級葬祭ディレクターなどの有資格者もしくはこれらと同等の知識と専門性、スキルが求められる。
- 他にも遺体の損壊が激しい場合、エンバーミング（外見回復処置）を行う。
- 他の業務として、病院、自宅での遺体処置や納棺、搬送、荼毘、火葬、供養、お祓いなどを行うこともある。
- 緊急性が高い場合が多いため、24時間365日受付可能な業者が多い。
- 現状復旧にあたって、臭気の除去に独自サービスを提案してくるものもあるが、建築の観点から見た場合にしばしば問題があると指摘されるような対策をとっている業者も少なくなく、業者の施工内容をよく理解し、建築会社に相談することも必要である。

## 関連文献
- 特掃隊長『特殊清掃』ディスカヴァー・トゥエンティワン、2012年4月。ISBN 978-4799310106。
- 竹澤光生『特殊清掃会社 汚部屋、ゴミ屋敷から遺体発見現場まで』角川書店〈角川文庫〉、2012年8月。ISBN 978-4041003763。
- 高江洲敦『事件現場清掃人が行く』飛鳥新社、2010年4月。ISBN 978-4870319943。
- アラン・エミンズ『死体まわりのビジネス-実録●犯罪現場清掃会社』バジリコ、2005年9月。ISBN 978-4901784740。

関連作品
- 『遠い日のゆくえ』（2011年3月13日放映、WOWOW、第3回WOWOWシナリオ大賞受賞、監督：朝原雄三、主演：永山絢斗）[1]